# 蘇薩馬
蘇薩馬（西班牙語：Susama），是巴拿馬的城鎮，位於該國西北部，由恩戈貝-布格雷特區的諾萊杜伊馬區負責管轄，面積20.4平方公里，2010年人口2,798，人口密度每平方公里137.2人。